# Konjunktion (ordklass)
För andra betydelser, se konjunktion.
Konjunktion (av latinets conjunctio, 'förening') eller bindeord är ett ord eller en fras som har till uppgift att binda samman satsdelar eller satser. De kan vara samordnande eller underordnande, beroende på hierarkin de ger de sammanbundna satserna eller satsdelarna. Oftast kallas de samordnande konjunktionerna bara för konjunktioner och de underordnande benämns subjunktioner.

## Samordnande konjunktioner
De samordnande konjunktionerna används för att samordna två eller flera led av ett visst slag till ett led av samma slag. Uttrycken inom parentes nedan kan i viss utsträckning fungera som konjunktioner. De samordnande konjunktionerna i svenskan är:

- additiva: och, samt (såväl som, respektive, plus, inklusive)
- disjunktiva: eller
- adversativa: men, fast, utan (utom, förutom, exklusive)
- explanativa: ty, för
- konklusiva: så (det vill säga, alltså)

## Underordnande konjunktioner — subjunktioner
Underordnande konjunktioner kallas subjunktioner och används för att underordna en sats, under matrissatsen, i en överordnad sats. Subjunktionen inleder vanligtvis bisatsen, men första ordet i en bisats är inte alltid en underordnande konjunktion utan de kan till exempel även inledas av pronomen och adverb. Några vanliga subjunktioner är följande:
- med allmän betydelse: att, som, om, än
- interrogativa: om, ifall, huruvida
- komparativa: än, liksom, såsom
- kausala: eftersom, därför att, för att, då, emedan
- koncessiva: fast, fastän, oaktat, om än, även om, ehuru
- finala: för att
- konditionala: om, ifall
- temporala: då, när, medan, sedan, innan, till, tills

Exempel: Jag ser att det regnar. Hon frågade om det regnade. Det regnar mer än (det gjorde) igår. Eftersom det regnar tar jag ett paraply. Jag går ut fast det regnar. Hon stannar hemma för att inte blöta ner sina kläder. Om det regnar i morgon också, köper jag en resa till Mallorca. När det regnar hela sommaren blir man på dåligt humör. Hon bodde i Tyskland innan hon kom till Sverige.
Subjunktioner som är på väg ut ur det aktiva ordförrådet är bland andra alldenstund, ehuru och änskönt medan till exempel även fast och typ verkar vara på väg in.

### Konjunktionsfras
En konjunktionsfras är en fras som inleds med en subjunktion. I svenskan är det de två subjunktionerna som och än som används i konjunktionsfraser och av dem används än för att uttrycka jämförelseledet vid komparativ. Exempel (där konjunktionsfrasen är kursiverad):
Jag betraktar honom som expert.
Som nära vän är jag chockerad över hans uttalande.
Hon är tre år äldre än sin man.
Det är lättare sagt än gjort.